# 15779 Scottroberts
15779 Scottroberts là một tiểu hành tinh vành đai chính. Nó được phát hiện ngày 26 tháng 7 năm 1993 bởi Carolyn S. Shoemaker và David H. Levy ở Đài thiên văn Palomar.